# Pietro Zanini
Pietro Zanini (Udine, 1895 – Udine, 6 maggio 1990) è stato un architetto italiano.

## Biografia
Data la situazione economica della famiglia fin dall'inizio ha una certa difficoltà a proseguire gli studi. Infatti è costretto a frequentare le lezioni serali del Corso Artistico ed Industriale nella Scuola «Giovanni da Udine» lavorando di giorno presso l'Impresa Edile Agosto di Udine, con il compito di assistente ai lavori, di disegnatore e di contabile, trovando così modo di cimentarsi nei suoi primi progetti per piccole opere.
A 18 anni vince la Borsa di Studio «Marangoni», e si iscrive all'Accademia di Belle Arti a Venezia.
Per timore dell'imminente prima guerra mondiale si trasferisce con la sua famiglia a Firenze, dove continua gli studi dell'Accademia di Belle Arti, per poi passare alla Scuola Superiore di Architettura, appena istituita, e nell'aprile del 1914, quasi alla fine dell'anno accademico, viene chiamato alle armi.
Dopo aver frequentato il Corso Allievi Ufficiali a Firenze, viene inviato in zona di guerra a Villa Vicentina, presso il V Genio Pontieri, dove ha modo di esplicare tutta la sua conoscenza tecnica sulle costruzioni, per arrivare, dopo la ritirata sul Piave e la successiva controffensiva, ad assumere la direzione dei lavori per la ricostruzione delle campate del ponte sul Piave stesso.
Nel 1919 riprende gli studi a Venezia, più vicina alla sua città, si sposa e si diploma nel 1921 professore in architettura ottenendo nel 1923 l'abilitazione a svolgere la professione di architetto.
Il primo studio professionale in città è in via dei Teatri (oggi via Stringher), poi in una sede più ampia in via Mazzini, nella dépendance del Palazzo Frova. Nel frattempo lavora anche nello studio dell'arch. Raimondo D'Aronco, dove, in particolare, collabora ai disegni per la Villa Tamburlini di Udine e per il Tempio di S. Antonio di Gemona. Nel 1924 entra a far parte del suo studio l'arch. Scoccimarro, suo compagno di Accademia, di ritorno da un anno di perfezionamento in Romania, e con lui inizia la partecipazione a numerosi Concorsi; fra i più importanti quello per la Piazza Oberdan di Trieste (1º premio) e quello per l'Ospedale Maggiore di Niguarda a Milano (3º premio).
Nel 1923 viene nominato direttore della Scuola Professionale «Vincenzo Scamozzi» di Palmanova dove, fino al 1943, insegna disegno architettonico, meccanica, tecnologia dei materiali, lavorazione del ferro artistico, decorazione, ebanisteria, e, a parte, tiene corsi diurni per capimastri sui cementi armati.
Nel 1928 entra a far parte della Commissione del Museo Civico della città presieduto da monsignor Giuseppe Marchetti.
Nel 1933 l'arch. Scoccimarro va a Milano per rimanervi definitivamente, mentre Zanini sposta lo studio in via Spilimbergo in una vecchia casa già da tempo ristrutturata per ricavare la sua abitazione. Nello stesso anno partecipa al Concorso per la Colonia Elioterapica di Lignano che vince, ottenendo l'incarico per la sua realizzazione.
Il Movimento Fascista nella sua sostanza politica è estraneo agli interessi di Zanini, a cui preme solo il momento di identificazione dell'architettura razionale con il concetto di modernità, come testimoniano i suoi progetti per i concorsi per le Colonie e per le Case del Fascio, concetto poi assunto come simbolo anche dal Partito, ma nella sua espressione più trionfalistica e monumentale.
Sempre nel 1933 il barone Elio Morpurgo, nella sua veste di Presidente della Camera di Commercio di Udine, dà incarico a Zanini, Scoccimarro e Midena, di progettare un padiglione per la V Triennale di Milano che rappresenti tutto il Friuli: nell'architettura, nell'arte e nell'artigianato (La casa dell'aviatore).
Nel 1934 viene designato, su segnalazione di D'Aronco, tecnico di fiducia della Banca d'Italia di Udine e vi resta fino al 1982, dirigendo, come ultimo lavoro, il consolidamento antisismico della Sede di Rappresentanza collocata nel Palazzo Antonini del Palladio, con particolare impegno nella tutela dell'integrità architettonica dell'edificio stesso.
Nel 1939, viene nominato membro dell'Accademia delle Scienze, Lettere ed Arti di Udine. Nel 1943, dopo l'esperienza maturata a Palmanova, al termine del suo mandato ventennale, premiato con medaglia d'oro, viene nominato direttore della Scuola di Avviamento Professionale «Andrea Galvani» di Pordenone. La sua nuova impostazione didattica ha un indirizzo moderno e razionale che incrementa notevolmente l'afflusso degli allievi e per questo ottiene un alto riconoscimento dalla locale Società Operaia.
Dopo la guerra riprende l'attività professionale con regolarità, nei vari settori dell'edilizia privata, pubblica, sacra, in quella industriale e nel campo dell'urbanistica, con i Piani di Ricostruzione di Latisana, di Forni di Sotto e con il Concorso per la Ricostruzione della Zona Sud-Est di Udine.
Nel 1956 viene nominato membro della Commissione Diocesana d'Arte Sacra, presieduta, all'epoca, dall'arcivescovo monsignor Nogara.
Nel 1972 viene nominato presidente della Scuola Arti e Mestieri «Giovanni da Udine».
Nel 1983 riceve dall'Ordine degli Architetti della Provincia di Udine un pubblico riconoscimento per i suoi 60 anni di professione, la medaglia d'oro, e viene iscritto di diritto nell'Albo d'Onore.

## Opere

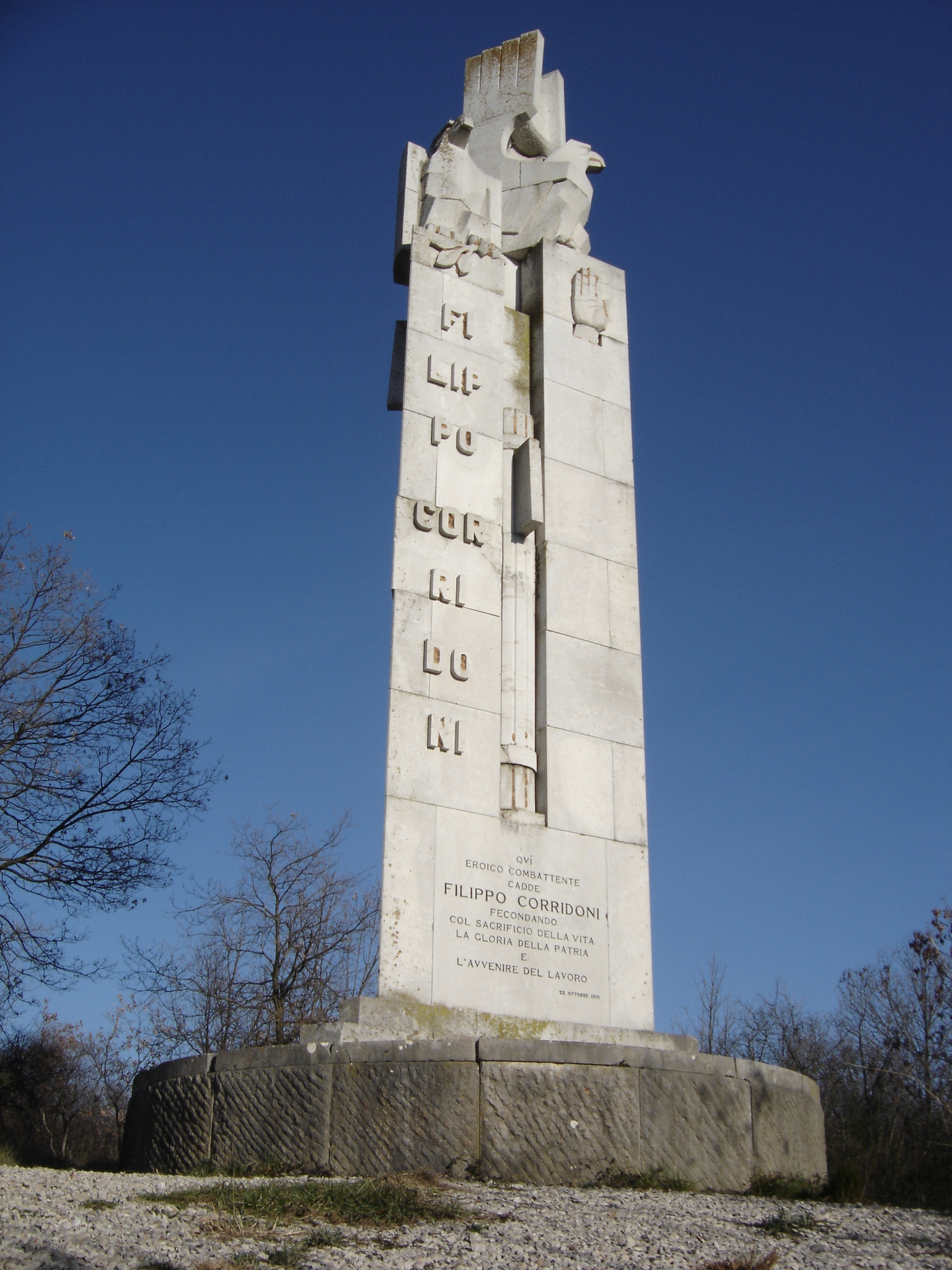
Monumento "Filippo Corridoni"

- 1920 Palazzo Maffioli (1920·26), p.za I Maggio - Udine.
- 1921 Casa Bramezza (1921-22), via P. Canciani - Udine.
- 1921 Villa Menazzi Moretti, v.le Venezia - Udine.
- 1922 Altari (progetti vari).
- 1923 Istituto S. Maria dell'Orto (1923-24), via Maniago - Udine.
- 1925 Casa Sgualdino (1925·27), via Mercatovecchio Udine.
- 1925 Chiesa di Gervasutta (1925·26) - Udine.
- 1926 Scuola Professionale «Blanchini», via Grazzano - Udine
- 1926 Campanile di Taipana (Ud).
- 1927 Terza Biennale di Monza (progetto di arredamento).
- 1929 Autorimessa S.A.F. (1929·1944), via Crispi - Udine.
- 1929 Villa Bracchi (1929-30), via Tarvisio - Udine.
- 1932 Casa Mantovani (con ing. Giovanni Mantovani) (1932), viale Trieste 158 - Udine
- 1932 Villino Travagini, via Renati - Udine
- 1932 Villa Alessandri (1932-33), via G. Cantore - Udine.
- 1932 Cartiera di Tolmezzo (1932·35), l° parte - Tolmezzo (Ud).
- 1932 Mercato ortofrutticolo, via Volturno - Udine.
- 1932 Villa Fornasiero-Peverini, via Venzone - Udine.
- 1933 Monumento a Filippo Corridoni sul Carso (Trincea delle Frasche), con lo scultore Francesco Ellero.
- 1933 V Triennale di Milano «Casa dell'Aviatore» - Milano. Con l'arch. Midena e l'arch. Scoccimarro.
- 1934 Fontana Acquedotto del Cornappo (Ud).
- 1935 Concorso Colonia Elioterapica di Lignano, l° premio. Realizzazione (1935·39). Lignano (Ud).
- 1935 Albergo «Italia» di De Minicis (1935-38) - Lignano (Ud).
- 1935 Chiesa di Camino di Codroipo (1935-37) - Camino al Tagliamento (Ud).
- 1935 Istituto Femminile di S. Pietro al Natisone (Ud).
- 1936 Casa Zagolin (1936-38), via Mercatovecchio - Udine.
- 1936 Chiesa di Ramuscello (1936-42), Sesto al Reghena (Pn).
- 1936 Casa Marchetti (1936-39), via Maniago - Udine.
- 1937 Magazzino Basevi (1937-38), via Micesio - Udine.
- 1937 Villa Esente - S. Caterina (Ud).
- 1937 Cappella Foramitti Cimitero - Moggio Udinese (Dd).
- 1938 Casa Masieri (1938-39) - Cortina d'Ampezzo (BI).
- 1938 Casa Tarussio (1938-40), via G. da Udine - Paularo (Ud).
- 1938 Monumento fam. Blasoni Cimo Monumentale - Udine.
- 1939 Casa del Fascio di Pordenone (1939-41) - Pordenone.
- 1939 Villa Menazzi Moretti (1939-43), via Moretti - Udine.
- 1939 Asilo di Paularo (Ud).
- 1939 Villa Avogadro - Venzone (Ud).
- 1939 Tomba Majero, Cimitero di Udine - Udine.
- 1939 Villa Percotto (1939-41), via Sacile - Udine.
- 1940 Albergo Marchelle - Paularo (Ud).
- 1940 Villa Allatere-Gubitta Bagni di Lusnizza - Tarvisio (Ud).
- 1940 Cappella Kechler - Camino di Codroipo (Ud).
- 1940 Casa Martini - Tarcento (Ud).
- 1940 Stabilimento Bracchi & Alessandri, via Martignacco - Udine.
- 1941 Conceria Casarini - Udine.
- 1941 Casa Romanelli (1941-42), viale Trieste - Udine.
- 1941 Sistemazione casa Zuzzi - S. Michele al Tagliamento (Ve).
- 1942 Asilo di Urbignacco - Buia (Ud).
- 1943 Sistemazione Chiesa di Muzzana (Ud).
- 1943 Villino Basevi - Ovaro (Ud).
- 1943 Fontana, piazza S. Marco - Pordenone.
- 1944 Chiesa di Urbignacco (1944-46) (1978) Buia (Ud).
- 1945 Piano di Ricostruzione di Forni di Sotto (1945-49) (Ud).
- 1945 Piano di Ricostruzione di Latisana (1945-50) (Ud).
- 1946 Arena «Italia» - Udine.
- 1946 Brevetti «Liva» (letti in legno).
- 1946 Distilleria Canciani e Cremese - Udine.
- 1946 Sistemazione Casa Malignani, via Cairoli Udine.
- 1946 Stazione di Servizio Sandri, viale Venezia - Udine.
- 1946 Negozio «La Vitrum», p.za S. Giacomo - Udine.
- 1947 Asilo di Montenars - Artegna (Ud).
- 1947 Asilo di Fauglis - Palmanova (Ud).
- 1947 Villa Asquini (1947-51) - Pordenone.
- 1947 Chiesa e Campanile di Bagnaria - Palmanova (Ud).
- 1947 Camiceria Bramante, via Mercatovecchio - Udine.
- 1948 Piano per la Ricostruzione della zona Sud- Est di Udine, Concorso (premiato).
- 1948 Villa avv. Gasparini - Pordenone.
- 1948 Cassa di Risparmio Udine, Concorso per la sistemazione interna.
- 1948 Villini Bracchi & Alessandri, via Tricesimo - Udine.
- 1949 Casa Tomadini (1949-54), via S. Marco - Pordenone.
- 1949 Edificio Trevisan (1949-1955), p.za Indipendenza - Latisana (Ud).
- 1949 Casa Marconi (1949-1952), via Uccellis - Udine.
- 1949 Battistero di Ramuscello - Sesto al Reghena (Pn).
- 1949 Sistemazione scalinata esterna Municipio Pordenone.
- 1949 Edificio Colussi (1949-55), p.le Duca d'Aosta - Pordenone.
- 1949 Villa Cucchini (1949-1952), via Venzone - Udine.
- 1950 Palazzo Bruseschi (1950-54) - Palmanova (Ud).
- 1950 Asilo di Latisanotta - Latisanotta (Ud).
- 1950 Palazzo di Prampero (1950-54), via S. Francesco - Udine.
- 1950 Case minime Travagini, via Pennato -Udine.
- 1950 Villino Fabris. via Bernardinis - Udine.
- 1950 Calzaturificio Mocenigo, via Mercatovecchio - Udine.
- 1950 Sistemazione Casa Malignani - riva del Castello - Udine.
- 1951 Associazione Industriali (1951-53), via S. Francesco - Udine.
- 1951 Villa Adami, via Codroipo - Udine.
- 1951 Villa Bon, via Renati - Udine.
- 1951 Sistemazione Chiesa di S. Girolamo - Cervignano (Ud).
- 1952 Santuario Madonna Missionaria (1952-60) Tricesimo (Ud).
- 1952 Laboratorio Filipponi (1952-56), via Viola Udine.
- 1952 Villa Bottura (1952-54) - Pordenone.
- 1952 Sistemazione Cine Moderno, via Aquileia - Udine.
- 1952 Cinema Cristallo (1952-55), p.le Cella - Udine.
- 1953 Villa Flaibani-Calligaris, via Girardini - Udine.
- 1953 Negozio Cavatoni, via Veneto - Latisana (Ud).
- 1954 Condominio Bruseschi (1954-57), Borgo Aquileia - Palmanova (Ud).
- 1954 Sistemazione villa Zanussi - Pordenone.
- 1954 Sistemazione Palazzo del Torso, via Aquileia - Udine.
- 1954 Sopraeievazione e sistemazione Palazzo di Prampero (1954-58), Piazza Duomo - Udine.
- 1954 Sistemazione Casa e fabbrica Rosa - Maniago (Pn).
- 1955 Condominio Bruseschi (1955-58) - Grado (Go).
- 1955 Scuola Materna - Palmanova (Ud).
- 1955 Edifici Azienda Agricola Bruseschi Cà Anfora e Cà Vescovo - Aquileia (Ud).
- 1955 Officina Calligaris, via F. Baracca - Udine.
- 1955 Negozi Ditta Orter a Udine, Cormons, Cividale, Buia.
- 1955 Sistemazione interna nuovo Salone del pubblico Banca d'Italia sede di Udine.
- 1956 Villa del Torso - Cortina d'Ampezzo (BI).
- 1956 Sistemazione Trattoria «Buona vite» - Udine.
- 1956 Tomba fam. Masieri Cimo Monumentale - Udine.
- 1956 Scuola Materna di Flaibano (Ud).
- 1956 Casa Sandri-Zanini (1956-58), via Tolmezzo - Udine.
- 1957 Condominio Sartoretti (1957-59), via Gorghi - Udine.
- 1925 Villa Fabiano, in collab. con C. Scoccimarro, via A. M. Moretti - Udine.
- 1957 Condominio «Insulae», v.le R. Elena - Grado (Go).
- 1957 Bar Ariston Condo Bruseschi - Grado (Go).
- 1957 Condominio Centrale (1957-60) - S. Caterina (Ud).
- 1957 Casa Ossi, via Licinio - Udine.
- 1958 Bar-Caffè Aquileia, via Augusta - Aquileia (Ud).
- 1958 Caffè Moretti, p.za V. Emanuele - S. Daniele (Ud).
- 1958 Ristorante «Al Cantinon», via Battisti -S. Daniele (Ud).
- 1958 Sistemazione Casa Perissutti, p.tta Antonini - Udine.
- 1958 Cappella Ridomi, Cimitero Monumentale - Udine.
- 1959 Campanile del Duomo di Mortegliano (Ud).
- 1959 Tomba fam. Bruseschi Cimo di Palmanova (Ud).
- 1959 Tomba fam. Zanini Cimitero Monumentale - Udine.
- 1959 Chiesa di Cortale - Reana (Ud).
- 1960 Condominio Sillio (1959-62), via dei Rizzani - Udine.
- 1960 Padiglione Lungo Degenti Ospedale S. Daniele - S. Daniele (Ud).
- 1960 Casa Furlani (1960-64) - Latisana (Ud).
- 1960 Condominio «Ars et Labor- (1960-63), via D'Aronco - Udine.
- 1960 Casa Toffoletti-Passoni - Tarcento (Ud).
- 1960 Sistemazione Uffici e Casa Chiurlo, p.le Osoppo - Udine.
- 1960 Tomba fam. Desio Cimitero di Palmanova (Ud).
- 1961 Palazzo Tomadini (1961-65) - Pordenone.
- 1961 Tomba fam. Missana Cimitero Monumentale - Udine.
- 1961 Negozio fiori, via V. Veneto - Udine.
- 1961 Tomba fam. Madrassi Cimitero Monumentale - Udine.
- 1962 Palazzo dotto De Prato, p.za Indipendenza Latisana (Ud).
- 1962 Condominio «Ferri» (1962-64), via dei Rizzani - Udine.
- 1962 Scuola Media «Zorutti» (1962-66) - Palmanova (Ud).
- 1962 Macello Comunale di Palmanova (1962-65) - Palmanova (Ud).
- 1962 Chiesa di Fagnigola - Azzano Decimo (Pn).
- 1963 Stazione Servizio Chiurlo - Manzano - (Ud).
- 1963 Condominio S. Cristoforo, p.za S. Cristoforo - Udine.
- 1963 Casa di Riposo di Palmanova (1963-66) - Palmanova (Ud).
- 1963 Stabilimento I.F.A.B. - Palmanova (Ud).
- 1963 Palestra Scuola Media (1963-66) - Palmanova (Ud).
- 1964 Monastero del Carmelo (1964-68) - Montegnacco (Ud).
- 1964 Colonia Marina di Caorle (1964-68) - Caorle (Ve).
- 1964 Condominio «S. Francesco» - S. Daniele del Friuli (Ud).
- 1965 Chiesa del Carmelo - Montegnacco (Ud).
- 1965 Stabilimento Del Cet - Farla di Maiano (Ud).
- 1965 Edificio Nadali, p.za I Maggio - Udine.
- 1965 Ristorante «Picaron» - S. Daniele del Friuli (Ud).
- 1966 Villa Fabiano - Lignano Pineta (Ud).
- 1966 Piano Particolareggiato Zona Banca d'Italia - Udine.
- 1969 Sistemazione Casa Esercizi Spirituali a Tricesimo (Ud).
- 1969 Fabbrica Franceschinis, via Tricesimo - Udine.
- 1969 Albergo Marin - Collalto di Tarcento (Ud).
- 1970 Deposito Carburanti Ditta Chiurlo - Vallenoncello (Pn).
- 1972 Deposito Carburanti Ditta Chiurlo, v.le Tricesimo - Udine.
- 1973 Edificio ad appartamenti e Stazione Servizio Ditta Chiurlo - Percoto (Ud).
- 1975 Villa Menis a Vendoglio - Treppo Grande (Ud).
- 1978 Ampliamento Uffici Chiurlo, via Tricesimo - Udine.
- 1980 Consolidamento antisismico Palazzo Antonini (1980-83), via Gemona - Udine.
- 1982 Tomba fam. Ceretelli Cimitero Monumentale - Udine.
- 1982 Sala Parrocchiale di Varmo - Varmo (Ud).